# پیکره گفتاری فارسی
پیکره گفتاری فارسی یک پیکره زبانی فارسی نو برای تولید گفتار است. این پیکره دربرگیرنده آوانگاری آواشناسی و نوشتار حدود ۲٫۵ ساعت گفتار فارسی با گفتار ضبط شده در سطح واجی شامل حاشیه نویسی‌های مرزهای واژگانی است. پیکره‌های گفتاری پیشین فارسی عبارتند از فارس‌دات (FARSDAT)، که شامل خواندن متون روزنامه با صدای بلند توسط ۱۰۰ فارسی‌زبان و پایگاه اطلاعاتی گفتار تلفنی فارسی (TFARSDAT) است که شامل هفت ساعت خواندن و گفتار خودجوش است که توسط ۶۰ گوینده بومی فارسی از ده منطقه ایران تولید شده‌است.